# Henri Larochelle
Pour les articles homonymes, voir Larochelle.

Henri Larochelle, né Julien Henri Boullanger, est un directeur de théâtre français né le 18 juin 1826 à Paris et mort le 29 janvier 1884 à Meudon.  

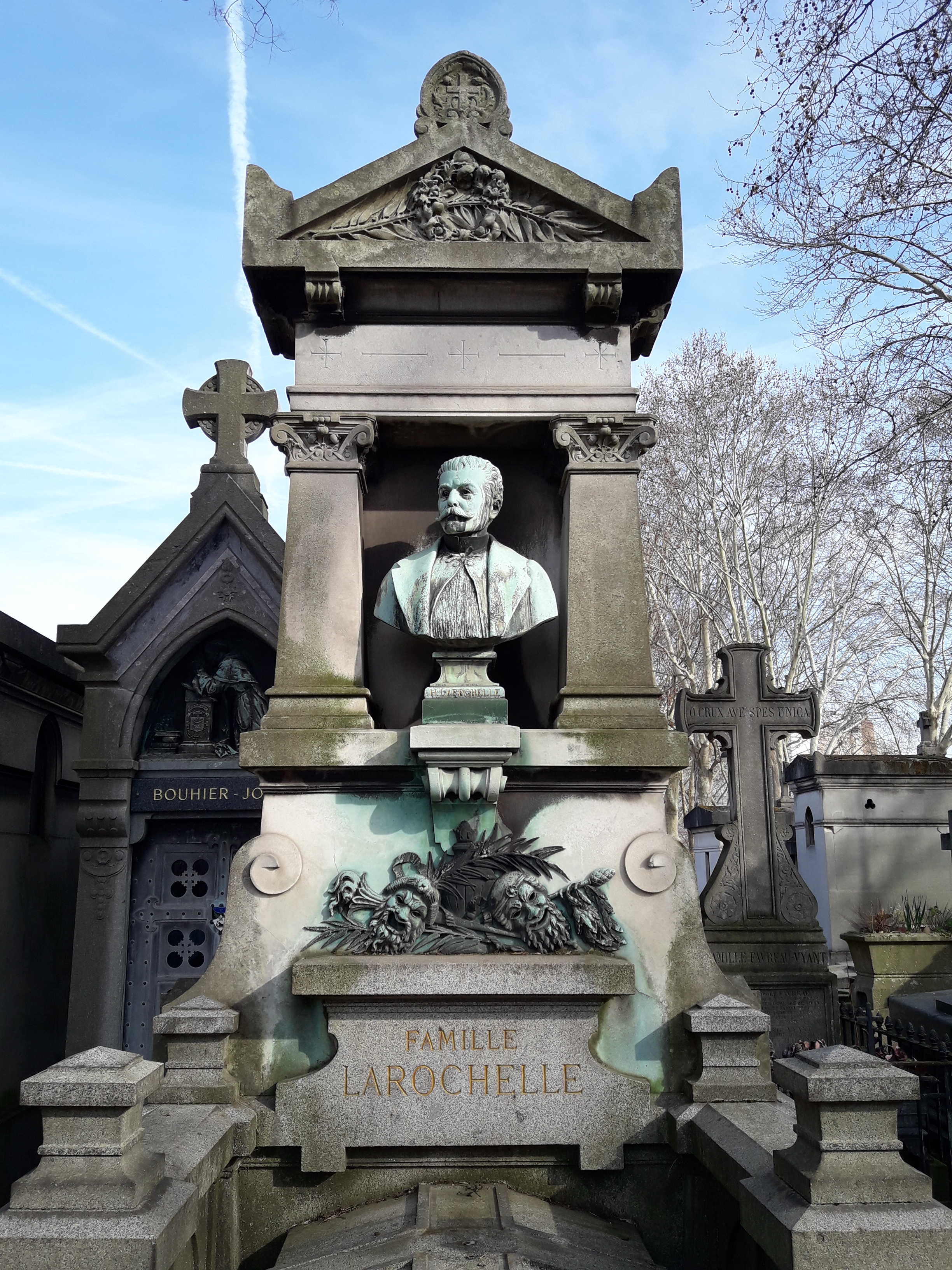
Tombe de Henri Larochelle au cimetière du Montparnasse (div. 27), à Paris.

Lorsqu'il débuta dans le métier de comédien, il choisit comme nom de scène Larochelle en hommage à son grand-père, Barthélémy Larochelle, sociétaire de la Comédie-Française. Le 18 août 1860, sa réussite dans le théâtre acquise, il obtient l'autorisation de changer son nom en Larochelle,.
Il entre au Conservatoire et y obtient le second Prix au concours du Conservatoire en 1846 et le Premier Prix de Comédie en 1848.

## Biographie
Henri Larochelle est un ouvrier qui travaille comme ouvrier doreur. Passionné de théâtre il joue dans une troupe amateur composée d'ouvriers. La protection de Mademoiselle Mars, qui a connu son grand-père, lui permet de s'inscrire au Conservatoire,.

### Acteur
En 1847, il fait ses débuts d'acteur au sein de la Comédie-Française et au Théâtre de l'Odéon dans des rôles de valets du répertoire ancien. En 1848, engagé à la Comédie-Française, les troubles révolutionnaires l'obligent à abandonner son poste. Puis est engagé en 1850 au Théâtre de la Porte-Saint-Martin dans la troupe des frères Seveste. Il doit s'y contenter de seconds rôles et fait des tournées en province,.
En 1851, il fonde sa première troupe de théâtre avec laquelle il effectue des tournées en province. Il est alors repéré par les frères Seveste.

### Direction de théâtre
En 1851, à l'âge de 24 ans, les frères Seveste (Jules Seveste et Edmond Seveste) lui confient la direction du théâtre Montparnasse ; les débuts sont difficiles financièrement. Il propose aux frères Seveste de lui céder le théâtre de Grenelle alors fermé. Il rachètera plus tard le théâtre de Montparnasse aux frères Seveste. L'idée de Henri Larochelle est de mettre au point une programmation alternée afin de casser la monotonie d'une programmation unique basée sur une seule troupe. Son objectif est de faire tourner les deux troupes alternativement dans les deux théâtres de Montparnasse et de Grenelle. Le résultat est positif car dès l'année suivant la mise en place de la rotation des troupes théâtrales, les deux théâtres de Montparnasse et Grenelle ont des résultats financiers bénéficiaires. Il monte quatre troupe de théâtres qui circulent dans les différents théâtres de Larochelle. Ils ont même leur propre attelage – une voiture à cheval à impériale – pour leurs déplacements d'un théâtre à l'autre car il n'est pas rare qu'un comédien doive apparaître au sein de plusieurs pièces dans plusieurs théâtres le même soir. En 1856, jugeant que la capacité du théâtre Montparnasse est trop petite, il décide de faire construire un nouveau bâtiment doté d'une salle de 700 places. Charles Dillon fait ses débuts dans les théâtres de Larochelle à cette époque là. 

#### Les théâtres d'excursion
Sa réussite sur les deux théâtres de Montparnasse et Grenelle confirme son idée de départ. Henri Larochelle voit plus grand et il ajoute à la direction des deux théâtres, des accords avec les théâtres de banlieue : Saint Marcel, Saint Denis, Saint Cloud, Bellevue, Meudon, Sèvres, Sceaux et Courbevoie. Il dirige jusqu'à onze salles de théâtre simultanément, dont il loue les locaux afin que ses troupes puissent s'y produire. Tous ces théâtres de banlieue, aussi appelés « théâtres d'excursion » lui permettent d'élargir le champ d'action de ses troupes parisiennes, d'amortir l'investissement que représente l'entretien d'une troupe. Durant cette période qui court depuis 1851 et la reprise du théâtre de Grenelle, Larochelle gère les théâtres, les administre, diriges les troupes qui s'y produisent, et y joue également en tant qu'acteur. On le verra ainsi jouer dans La reine Margot, Paul et Virginie, Manon Lescaut, La Petite Fadette, La Dame aux camélias ou encore La jeunesse des mousquetaires.
Henri Larochelle voit sa notoriété grandir jusqu'à être invité à donner des représentations au théâtre de Saint-Cloud devant la famille impériale. Les bénéfices financiers qu'il dégage petit à petit de ses troupes itinérantes lui permettent maintenant d'acheter les murs des théâtres dans lesquels ses troupes se produisent. C'est le début de la sédentarisation.

#### Le théâtre sédentaire
Henri Larochelle rachète en 1860 la propriété et le théâtre Saint Marcel à Bocage (acteur) pour une somme de 15 000 francs. Le théâtre sera fermé sur décision préfectorale en 1867, pour des raisons de sécurité. C'est sur les terrains du théâtre Saint-Marcel, que Larochelle fera bâtir le théâtre des Gobelins. Le sculpteur Rodin y sculptera le « Fronton de la Loggia »   .
En 1864 les restrictions légales apportées à la délivrance de licences pour l'ouverture de nouveaux théâtres sont abolies. Henri Larochelle en profite pour ouvrir le Théâtre de Cluny, en achetant en 1865, pour 250 000 francs une salle de café chantant qui périclitait. Il établit une programmation audacieuse qui concurrence le théâtre de l'Odéon plus frileux dans ses choix. Porté par le succès du théâtre de Cluny, il engage des travaux de réhabilitation des bâtiments et fait construire une salle de 1100 places. Il fonde le succès du théâtre sur une programmation populaire et le montage de pièces de théâtre refusées par les autres scènes. En 1867, l'adaptation de la nouvelle d'Erckmann-Chatrian Le juif Polonais y connaîtra un grand succès. Le succès du théâtre de Cluny se reporte sur son directeur. Et contraste avec l'échec du théâtre de l'Odéon. La presse des caricaturistes s'empare de cette situation et croque régulièrement les deux directeurs en les accompagnant de pamphlets. 
Il est mobilisé pour la guerre de 1870 puis blessé. Fermé, le théâtre de Cluny est rouvert le 17 juin 1871.

#### Le théâtre de la Porte-Saint-Martin
En 1872, Henri Larochelle abandonne la direction des théâtres de banlieue et de quartier pour se focaliser sur la gestion du théâtre de la Porte-Saint-Martin avec son partenaire Eugène Ritt. Il reste toutefois responsable des théâtres de Montparnasse, de Grenelle et des Gobelins. Au théâtre de la Porte-Saint-Martin, c'est sous sa direction, que des pièces de théâtre comme Les deux orphelines et Le tour du monde en 80 jours  seront créées au théâtre de la Porte-Saint-Martin et connaîtront un succès phénoménal (avec 415 représentations du Tour du monde en 80 jours). En 1878, sous la direction de Larochelle et Ritt, une adaptation de Les misérables est montée au théâtre de la Porte-Saint-Martin.
À partir de 1876, il crée une programmation commune pour les théâtres Montparnasse, de Grenelle et des Gobelins. 
En 1877, avec son partenaire Eugène Ritt, il prend la direction du Théâtre de l'Ambigu. Henri Chabrillat leur succède en 1878 comme directeur.

#### Retrait de la vie théâtrale
Il se retire petit à petit de la gestion des théâtres. Mais est de nouveau appelé à jouer un rôle dans la direction du Théâtre de la Gaîté pour le montage de deux pièces de théâtre de Victor Hugo : une adaptation de Quatrevingt-treize de Paul Meurice et Lucrèce Borgia. Henri Larochelle inaugurera sa nouvelle direction au théâtre de la Gaîté le 26 février 1881 (date anniversaire de la naissance de Victor Hugo) avec Lucrèce Borgia,,.
Henri Larochelle meurt le 29 janvier 1884 en son domicile de Meudon. Ses obsèques ont eu lieu à l'Église Saint-Sulpice. Il est inhumé au cimetière du Montparnasse (27e division).